# Лихоборская обводнительная система
Лихоборская обводнительная система — гидротехническое сооружение, построенное в 1940—1950-х годах для обводнения и улучшения санитарного состояния реки Яузы.

## История
Изначально Лихоборская система планировалась как часть более крупного проекта по созданию Северного судоходного канала от Химкинского водохранилища до Яузы. Головинский канал (как часть проекта) был построен в 1940 году, однако волжская вода стала поступать в него лишь в 1950 году. В рамках проекта были также реконструированы набережные в нижнем течении Яузы. В дальнейшем от создания Северного канала отказались.

## Современное состояние
Обводнительная система включает в себя водозабор (головное сооружение), который располагается в юго-восточной части Химкинского водохранилища у микрорайона «Лебедь» Войковского района Москвы. Отсюда волжская вода движется по подземному железобетонному коллектору вдоль Выборгской улицы, напротив дома 20 выходит в открытое искусственное русло (канал). Далее по перепускным трубам под Головинским шоссе попадает в Верхний Головинский пруд. После чего по протоке вода попадает в Средний Головинский пруд (помимо этого из Верхнего пруда часть воды через дюкер напротив Михалковской улицы сбрасывается в Большой Садовый пруд, из которого, в свою очередь, берёт начало ещё один правый приток Лихоборки — река Жабенка).
Средний Головинский пруд был образован после постройки плотины на Большом Головинском пруду (плотина в том числе включена в Лихоборскую обводнительную систему).
Из Нижнего (Большого) Головинского пруда вода устремляется в быстроток спрямленного русла Головинского ручья (ныне Головинский канал). После второго быстротока русло Головинского ручья приобретает более природный вид. Напротив дома 34 корпус 1 по Кронштадтскому бульвару ручей впадает в реку Норишку, вытекающую из коллектора. Затем река Норишка по перепускным трубам протекает под Онежской улицей. И наконец напротив дома 6 по Лихоборской набережной река Норишка, несущая волжскую воду из Канала имени Москвы, втекает в реку Лихоборку.
Обводнительный расход составляет 6 куб.м/сек.
На многих картах участок Лихоборской обводнительной системы от Нижнего (Большого) Головинского пруда до впадения в реку Лихоборку неверно называется продолжением реки Лихоборки. Из-за чего, судя по картам, Лихоборка вытекает из Головинских прудов, хотя в действительности исток Лихоборки лежит к западу от Долгопрудного.